# 红星乡 (诏安县)
红星乡是中国福建省漳州市诏安县下辖的一个乡。

## 行政区划
红星乡共辖8个行政村，分别是：
进水村、六洞村、庙兜村、楼仔村、圆林村、新林村、石楼村、坪林村和红星农场。

## 特产
诏安红星青梅：中国地理标志产品。